# Jöns Hansson
Jöns Hansson, född omkring 1498 i Björksta socken, död 1529 eller strax efter i Trondheim, var en svensk stalldräng, anklagad för att ha varit identisk med den så kallade daljunkern.
Jöns Hansson skall ha varit son till en inhyses kvinna och tjänat stalldräng hos Knut Andersson (Lillie) och senare riksrådet Nils Krumme. Enligt Peder Svarts krönika som anger att han var identisk med daljunkern karaktäriserar honom som skalkaktig och oärlig, och hävdar att han skall ha stulit 30 eller 40 mark från Knut Andersson och senare rymt från sin tjänst hos Nils Krumme. Senast 1525 var han i tjänst hos Peder Sunnanväder och flydde tillsammans med honom över till Norge, och flydde sedan från Trondheim till Inger Ottesdatter (Römer). Våren 1528 började rykten om att han var daljunkern att spridas, och enligt Jöns Hansson själv skall Inger Ottesdatter (Römer) vars dotter var förlovad med Nils Stensson Sture försökt få honom utväxlad mot denne som då var fängslad i Rostock. Jöns Hansson skall dock ha räddat sig genom att fly till Hamburg. Sedan daljunkern avrättats återvände han till Norge men skall under hemresan förfrusit sig på Dovrefjell. Huvuddelen av informationen lämnade han då han låg på sin dödsbädd på sjukstugan i Trondheim och förhördes av lagmannen i Trondheim.